# جيرهارد فيرنر
جيرهارد فيرنر (بالألمانية: Gerhard Werner)‏ هو عالم أدوية ألماني، ولد في 4 مارس 1947، وتوفي في 2012.